# Annea Lockwood

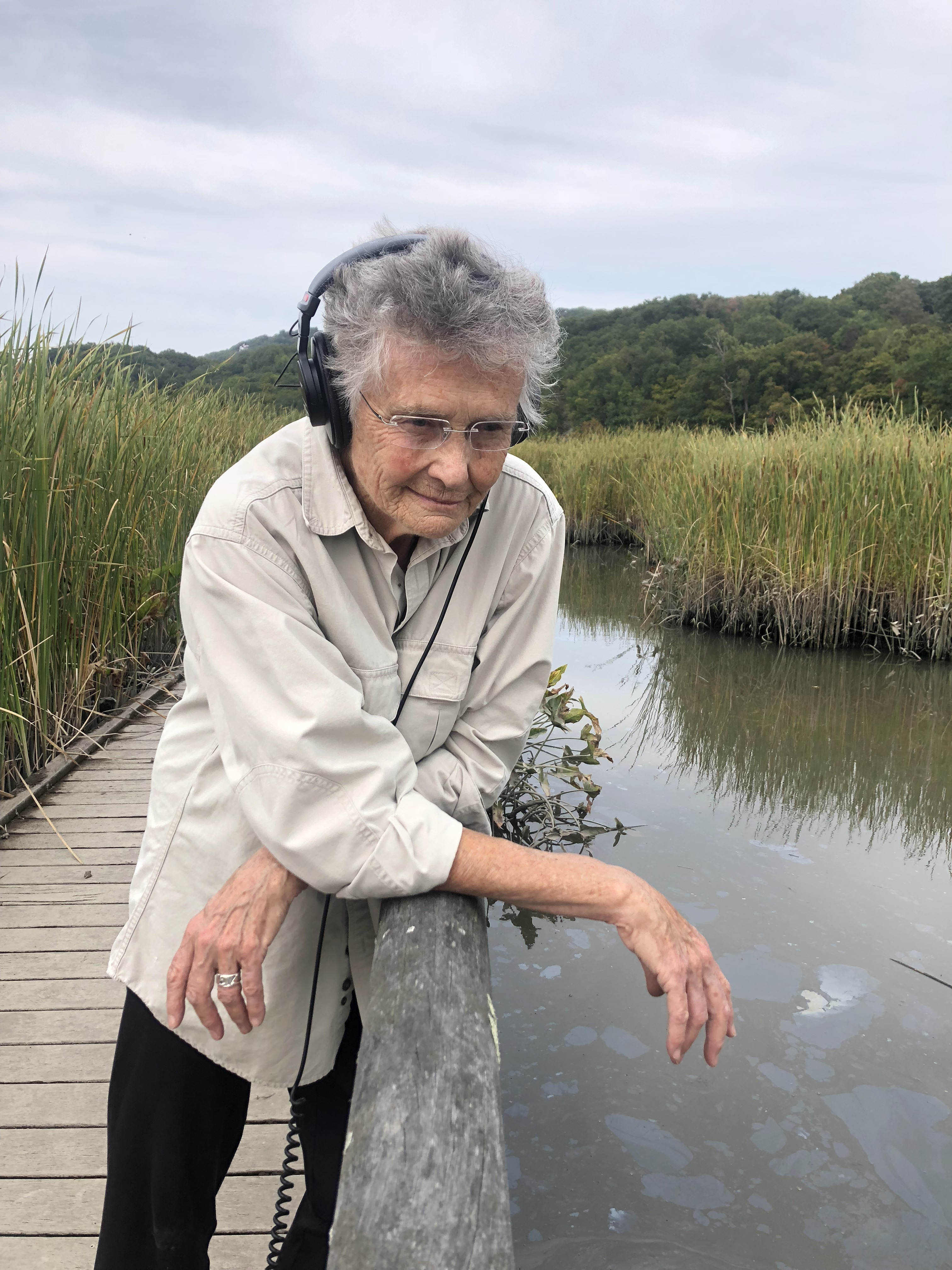
Annea Lockwood, 2020

Annea Lockwood (* 29. Juli 1939 in Christchurch) ist eine neuseeländisch-amerikanische Komponistin und Musikpädagogin.
Lockwood studierte Musik an der University of Canterbury. Nach dem Abschluss als Bachelor setzte sie von 1961 bis 1963 ihre Ausbildung bei Peter Racine Fricker am Royal College of Music in London fort. Sie nahm 1961–62 an den Darmstädter Ferienkursen teil und studierte 1963–64 bei Gottfried Michael Koenig. Sie wirkte dann bis 1973 in Großbritannien und Europa, danach in den USA als freischaffende Komponistin und Musikerin. In den USA unterrichtete Lockwood zunächst am Hunter College der City University of New York (CUNY), von 1982 bis zur Emeritierung 2004 am Vassar College.
2022 wurde Lockwood in die American Academy of Arts and Letters gewählt.

## Werke
- On Fractured Ground, Soundtrack zum Film History of the Present zu den Peace Walls in Belfast (2023)
- Into the Vanishing Point für zwei Pianisten und zwei Schlagzeuger (2019)
- Becoming Air für Trompete solo (2018)
- bayou-borne, for Pauline für sechs Spieler (2016)
- Buoyant, stereo-elektroakustische Komposition (2013)
- Dusk, stereo-elektroakustische Komposition (2012)
- A Sound Map of the Housatonic River, 4-Kanal-Klanginstallation (2010)
- In Our Name für Bariton, Cello und 4-Kanal-Stereotonband (mit Thomas Buckner) (2009)
- Thirst für 4-Kanal-Tonband (2008)
- Jitterbug für 6-Kanal-Tonband und zwei Spieler (2007)
- Gone! für Musikbox-Klavier und Heliumballons (2007)
- A Sound Map of the Danube, Klanginstallation (2005)
- Luminescence für Bariton. Flöte, Trompete, Viola, Cello, Klavier, Perkussion und Sprechstimme (2004)
- Bow Falls, Video (mit Paul Ryan) (2003)
- Vortex für Klarinette, Bassklarinette, Cello, Kontrabass, Klavier, Gitarre und Perkussion (2003)
- Ceci n'est pas un piano für Klavier, Video und Elektronik (2002)
- RCSC für Klavier (2001)
- Ground of Being für 8-Kanal-Tonband (2000)
- floating world für 8-Kanal-Stereotonband (1999)
- Immersion für Perkussion (1998)
- Duende für Bariton und Stereotonband (mit Thomas Buckner) (1998)
- Ear-Walking Woman für präpariertes Klavier (1996)
- Monkey Trips für zwei Streicher, zwei Bläser und zwei Perkussionisten (1995)
- Western Spaces für Flöte, Altflöte, Zoomoozophon und Perkussion (1995)
- I Give You Back für Sopran (1995)
- Red Mesa für Klavier (1993)
- The Angle of Repose für Bariton, Khaen und Altflöte (1991)
- Thousand Year Dreaming für Oboe, Englisch Horn, Klarinette, Kontrabass, Cello, zwei Tenorposaunen, 4 Didgeridoos, zwei Schneckenhörner, Perkussion, Stimme und Diaprojektion (1990)
- Amazonia Dreaming für Trommel und Stimme (1987)
- Night and Fog für Bariton, Baritonsaxophon, verstärktes Klavier, Perkussion und Stereotonband (1987)
- Saouah! für gemischten Chor und vier Gongs (1987)
- Malolo für drei Frauenstimmen (1983)
- A Sound Map of the Hudson River, Klanginstallation (1982)
- World Rhythms Live-Mix für 10-Kanal-Tonband, großes Tamtam und Horn (1975)
- Spirit Catchers für vier Sprecher, Onjekte und 4-Kanal-Verstärker (1974)
- Tiger Balm für Stereotonband (1970)
- Piano Transplants: Piano Burning, Piano Drowning, Piano Garden, Southern Exposure (1967–2005)
- The Glass Concert, Live-Performance (1967–70)